# 胡馭垓烈士墓
胡馭垓烈士墓位於四川省內江市威遠縣，文物遺址年代判定為1920年。2007年6月1日公佈為四川省第七批文物保護單位。